# Собор Святого Йосипа (Тяньцзінь)

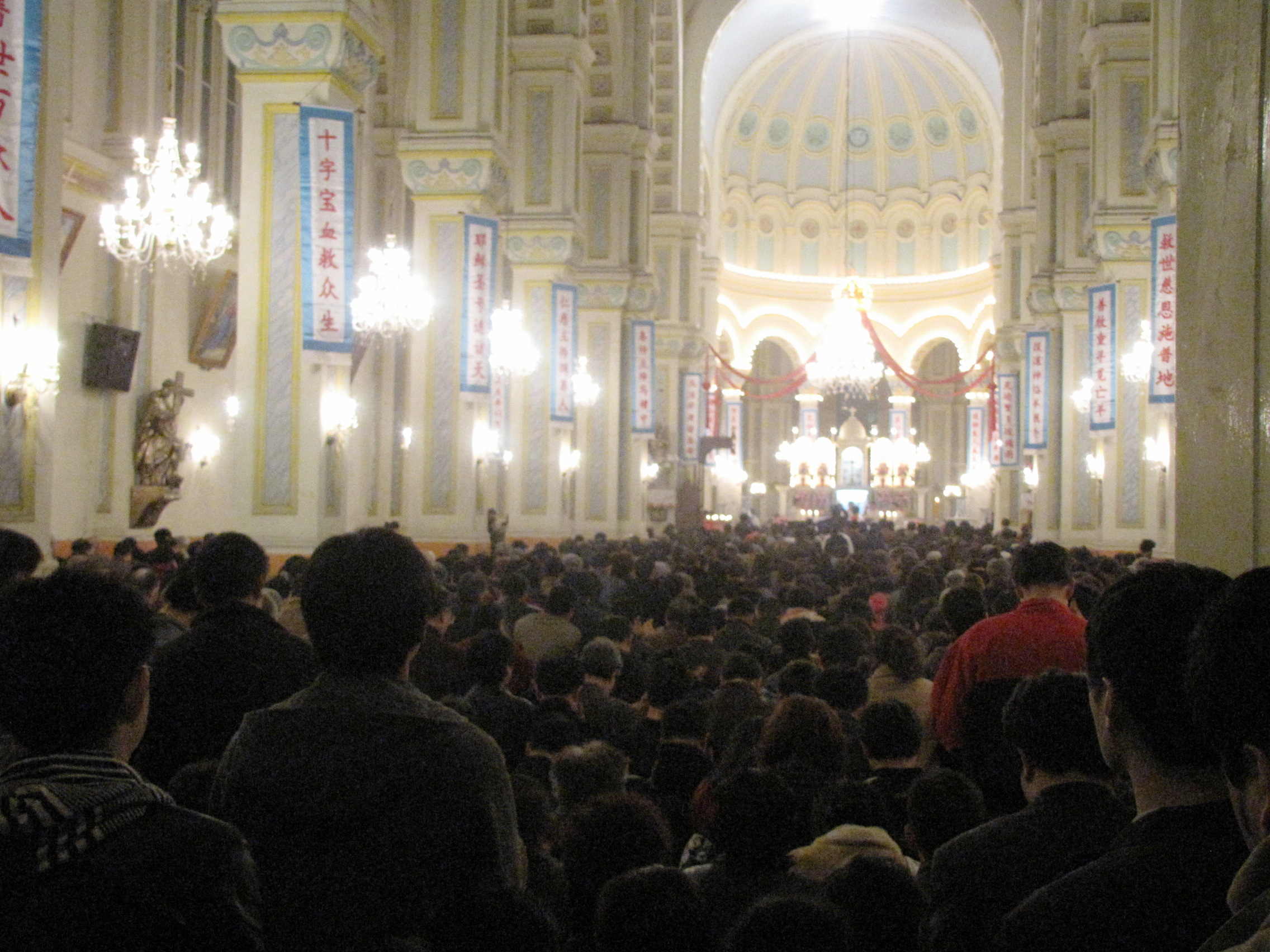
Інтер'єр

Собор Святого Йосипа, Західна церква (кит.: 西开教堂) — католицька церква, що знаходиться в Тяньцзінь, КНР. Є кафедральним собором єпархії Тяньцзіня.

## Історія
27 квітня 1912 у місті Тяньцзінь Святим Престолом створено апостольський вікаріат Прибережного Чжилі. Кафедральним собором апостольського вікаріату Прибережного Чжилі стала церква Пресвятої Діви Марії Переможниці у Тяньцзіні.
Будівництво церкви святого Йосипа розпочато єпископом Поль-Марі Дюмоном у 1913 на території французької концесії.
У 1926 будівництво завершилося і кафедру єпископа переведено до церкви святого Йосипа. При соборі відкрито початкову школу та лікарню.
23 серпня 1966 зазнала нападу хунвейбінів, які зруйнували три башти храму разом із хрестом.
У 1976 сильно постраждала від Таншанського землетрусу.
У 1979 почалося відновлення храму, яке завершилося восени 1980.
У 1991 внесений до списку пам'ятників Тяньцзіня, що охороняються.